# Hérics
A hérics (Adonis) a boglárkafélék családjába tartozó növénynemzetség.
A héricsfajok mérgezők (kardenolid glikozidokat, pl. adonitoxin, tartalmaznak), fogyasztásuk tilos. Szerepelnek az OGYÉI tiltólistáján is.

## Kárpát-medencei elterjedése
Magyarországon négy faja él, ezekből kettő egynyári, kettő évelő.
| Héricsek elterjedése Magyarország hegységeinek területén |        |          |            |         |         |       |        |       |        |                  |
| Hegységek                                                | Bakony | Börzsöny | Bükk-vidék | Cserhát | Gerecse | Mátra | Mecsek | Pilis | Vértes | Zempléni-hegység |
| Hérics (Adonis)                                          |        |          |            |         |         |       |        |       |        |                  |
| nyári hérics (Adonis aestivalis)                         |        |          |            |         |         | Van   |        |       |        |                  |
| lángszínű hérics (Adonis flammea)                        |        |          |            |         |         |       |        |       | Van    |                  |
| tavaszi hérics (Adonis vernalis L.)                      | Van    | Van      | Van        | Van     | Van     | Van   | Van    | Van   |        | Van              |

## Fajai

### Tavaszi hérics(Adonis vernalis L.)
Szép virágáért kirándulók és kerttulajdonosok is gyakran gyűjtik, állománya megfogyatkozott.

#### Élőhely
Sztyepplejtőkön, lösz- és homokpusztagyepekben.

#### Jellemzők
- Virágai nagyok, feltűnőek, a szirmok sárgák. Márciustól májusig virágzik.
- Levelei keskeny-fonalas 5 mm-nél hosszabb sallangokra szeldeltek.

### Erdélyi hérics(Adonis X hybrida Wolfsyn.A. transsylvanica)
A volgamenti hérics (Adonis volgensis) és a tavaszi hérics hibridje, csak a Maros-Körös közében él. A tavaszi héricsre hasonlít, de a levélsallangok kicsit szélesebbek. Fokozottan védett! A volgamenti hérics természetvédelmi értéke 250 000 Ft.

### Lángszínű hérics(A. flammea Jacq.)
A nyári héricsre hasonlít, de sziromlevelei skarlátpirosak, a csészelevél szőrös. Szántóföldeken az egész országban szórványos. Nem védett.

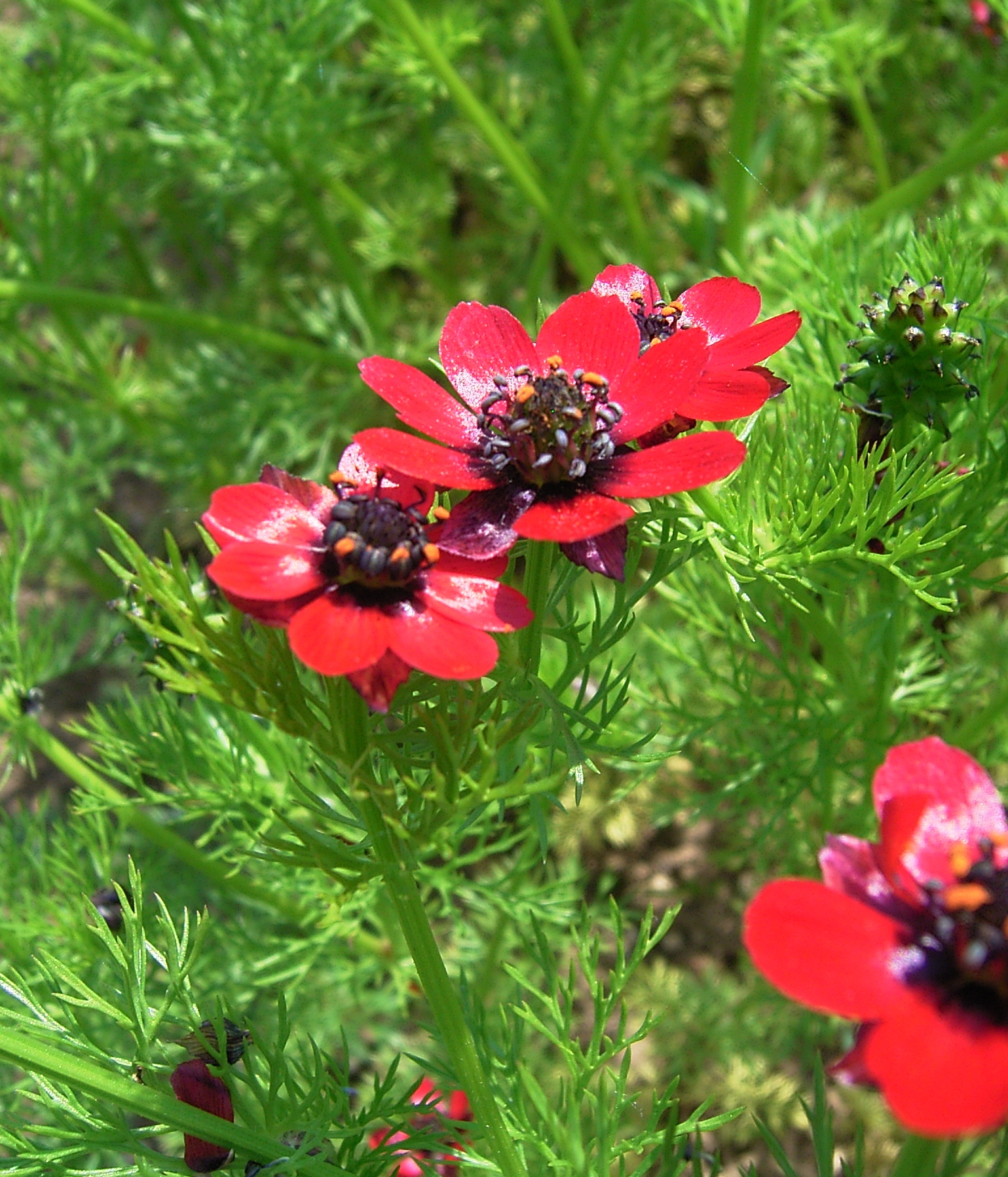
Lángszínű hérics (A. flammea)

### Nyári hérics(Adonis aestivalis)

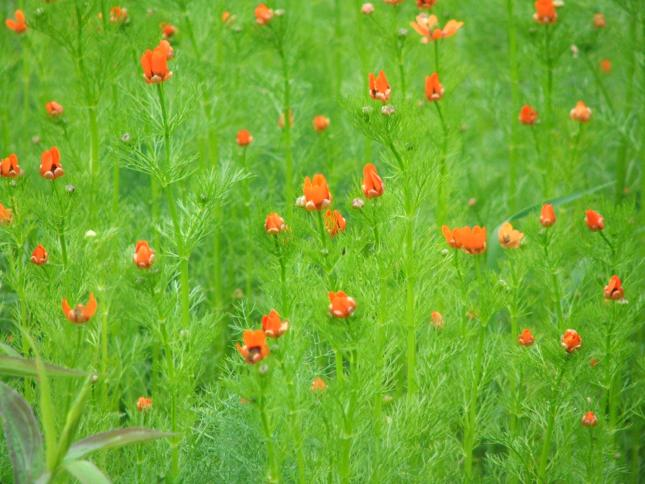
Nyári héricsek (Adonis aestivalis)

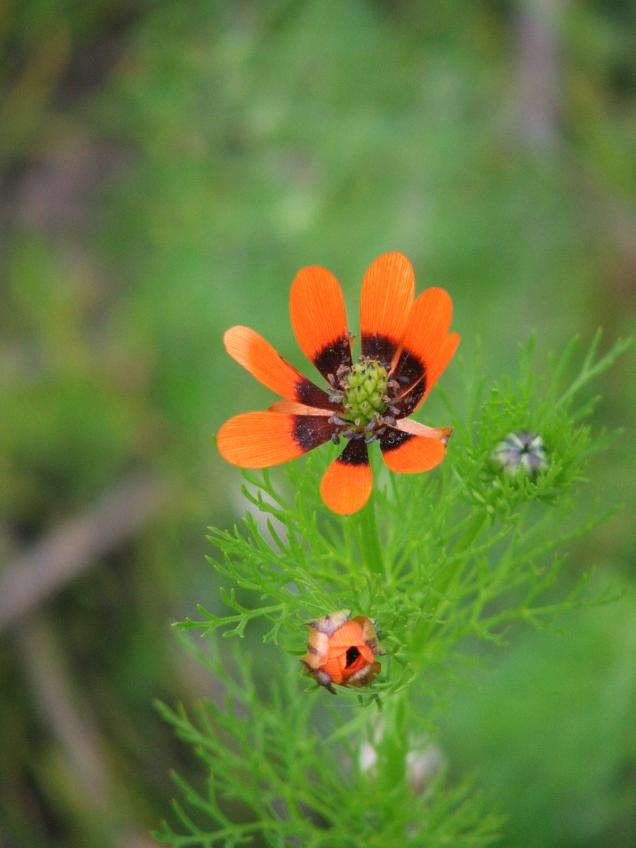
Nyári hérics virága (Adonis aestivalis)

A vegyszerezéstől erősen megritkult, 40–50 cm magasra növő vetési gyomnövény, újabban ismét terjed. A csészelevél kopasz. Virágzás május-július. Mérgező, nem védett.

## Etimológia
A növény neve először 1784-ben Baróti Szabó Dávid szótárában jelenik meg hérits alakban; később Diószegi Sámuelnél és Fazekas Mihálynál (1807), valamint Veszelszki Antalnál (1798) is megtalálható. A A magyar nyelv történeti-etimológiai szótára ismeretlen eredetű szóként tartja számon, mely talán egy régi herencs, herincs gombanévvel állhat összefüggésben.